# Association Sportive Maniema Union
Lo Association Sportive Maniema Union, meglio noto come AS Maniema Union, è una società calcistica congolese con sede nella città di Kindu. Milita nella Linafoot, la massima divisione del campionato congolese.

## Storia
Nella stagione 2023-2024 ha conquistato un secondo posto in classifica in campionato (suo miglior risultato di sempre nella competizione).

## Palmarès

### Competizioni nazionali
- Coppa della Repubblica Democratica del Congo: 3

2007, 2017, 2019